# دوان یونگ‌پینگ
دوان یونگ‌پینگ (انگلیسی: Duan Yongping؛ زادهٔ ۱۰ مارس ۱۹۶۱) مهندس، کارآفرین، و اهالی کسب‌وکار آمریکایی چینی است. او مؤسس دو شرکت سابور الکترونیکس (همچنین مدیر عامل سابق آن) و بی‌بی‌کی الکترونیکس (همچنین مدیر عامل فعلی آن) است. ثروث خالص او بر اساس فهرست ثروتمندان هورون چین سال ۲۰۱۸ حدود ۱/۵ میلیارد دلار تخمین زده شده‌است و او یک شخصیت کسب و کاری نوآور و برانگیزاننده تلقی می‌شود.